# Deicidio
Deicidio (del latín deicīda) es una expresión que hace referencia al acto de matar a un dios o una divinidad.
Generalmente se ha empleado para referirse a los que dieron muerte a Jesús de Nazaret, el cual, según el dogma cristiano de la Trinidad, es hombre y Dios simultáneamente.

## Deicidio y responsabilidad de la muerte de Jesucristo
La cuestión de quién sería responsable de la muerte de Jesucristo tiene componentes tanto históricos como teológicos. Los relatos acerca de la muerte de Jesús aparecidos en el evangelio son usados como fuente en ambos casos. Para el apartado teológico son necesarias otras fuentes del Nuevo Testamento como las Epístolas paulinas. La investigación histórica tiene en cuenta otras fuentes de la antigüedad que explican el ambiente cultural y político en el que vivió Jesús.

La Declaración Nostra Aetate del Concilio Vaticano II iniciado por Juan XXIII afirma que "no puede ser imputado ni indistintamente a todos los judíos que entonces vivían ni a los judíos de hoy" desligando de esta forma la responsabilidad colectiva de los judíos en la muerte de Jesús.
Asimismo, en el libro 'Jesús de Nazaret, el Papa Benedicto XVI exoneró a los judíos por la muerte de Jesús. Esta acusación fue un argumento antisemita que se ha utilizado a lo largo de la historia para discriminar a los judíos.
No hay ninguna palabra que signifique "deicidio" en el Nuevo Testamento, ya sea en el texto griego o en su posterior traducción al latín en la Vulgata. Además, los textos del Nuevo Testamento que se refieren a la responsabilidad de la muerte de Jesús no se preocupan especialmente de la identidad divina de Jesús, aunque puede encontrarse mención de que es el Mesías enviado por Dios. El Nuevo Testamento no culpa a los judíos que vivían fuera de Judea de la muerte de Jesús ni exculpa a los mandatarios civiles de Judea. El discípulo de Jesús Judas es culpado por revelar su localización a las autoridades.
El análisis histórico generalmente asigna la responsabilidad a uno de los siguientes:
1. Los líderes judíos de Judea de aquel momento
2. El gobierno romano de Judea de aquella época, presionados por los judíos

El análisis teológico acerca de la culpabilidad de la muerte de Jesús incluye a:
1. Toda la humanidad por sus pecados,
2. Los judíos en particular por la manipulación de las autoridades romanas.
3. Dios, para beneficio de la gente en general,
4. Dios, para beneficio de los Elegidos en particular

### Las autoridades judías y el gobierno romano
Según los relatos del Nuevo Testamento las autoridades judías de Judea acusaron a Jesús de blasfemia y procuraron su ejecución. Sin embargo, carecían de la autoridad para condenar a Jesús a muerte por lo que lo enviaron a Poncio Pilato, gobernador de la provincia de Judea para que consintiera la muerte.
Pilato es presentado en el Nuevo Testamento como renuente a la ejecución de Jesús, aunque la veracidad histórica de esto es discutida por muchos historiadores modernos. Dichos historiadores no creen que Pilatos hubiera dudado en ejecutar a cualquiera que pusiera en peligro el gobierno de Roma. Los evangelios indican que pudo haber dudas tanto por parte de los judíos como de Pilatos por miedo a una potencial oposición popular. Estos estudiosos también sugieren que los escritores de los evangelios podrían haber rebajado la carga de culpa de Roma en un tiempo en que el cristianismo trataba de ganarse al mundo romano.

### Otras explicaciones teológicas
También se han ofrecido otras explicaciones teológicas acerca de la responsabilidad en la muerte de Jesús.
La doctrina católica y la de las iglesias protestantes es que la muerte de Jesús era necesaria para eliminar los efectos del pecado, por tanto toda la humanidad es responsable de su muerte, siendo esta la muestra del amor que Jesús tenía por nosotros.
El recientemente encontrado Evangelio de Judas asegura que Jesús guio a Judas en la cadena de acontecimientos que llevó hasta su muerte.

### Dilema histórico sobre la responsabilidad de la muerte de Cristo
Por siglos se ha sostenido la responsabilidad judía de la muerte de Jesús. Sin embargo historiadores modernos han notado que la descripción del judaísmo que dan los evangelios es extremista y hasta anacrónica. El profesor e historiador E. P. Sanders afirma en su obra "Jesús y el judaísmo":

“Los evangelios […] están influidos por el posterior enfrentamiento entre judaísmo y cristianismo.” 

“Todos los evangelios están influidos por el deseo de incriminar a los judíos y exculpar a los romanos. La insistencia de la muchedumbre en que Jesús debe morir a pesar de la declaración de inocencia realizada por Pilato (Mt 27,15-26//Mc 15,6-15//Lc 23,18-23; cf. Jn 18,38) deja este extremo suficientemente claro. Las elaboradas escenas del juicio judío en los Sinópticos tienden también a desplazar oficialmente la responsabilidad hacia el judaísmo y están al servicio de los mismos objetivos.”

Solo la lectura fundamentalista y literal de los textos de los evangelios permite a ciertos sectores sostener aun hoy tal acusación. La Enciclopedia Judaica Castellana expresa el sentir del judaísmo:

“Decir que los judíos pedían precisamente la crucifixión, equivaldría a que pidieran hoy la ejecución de un rebelde judío en la cámara de muerte de los nazis. Es sencillamente increíble, aun prescindiendo de la absurda suposición de que el pueblo estuviera unánime en su condena. Es histórica y psicológicamente imposible que los fariseos, el partido más numeroso, más democrático y más humano del país, pidiese esa muerte espantosa de un individuo que no había cometido ningún crimen. Y no hay que olvidar que los partidarios de Jesús, los que fundaron el cristianismo primitivo, eran exclusivamente judíos”.

Respecto a la crítica histórica actual Sanders informa sobre los "conflictos" entre Jesús y los fariseos y sus elocuentes discusiones:

“Bousset [...] señala que los escribas y fariseos fueron sustituidos en Jerusalén por los sumos sacerdotes y otros personajes como enemigos de Jesús (p. 16), y sostiene en consecuencia que la causa de la muerte de aquél fue su pretensión mesiánica, la cual era una amenaza mayor para la jerarquía jerosolimitana que para los escribas y fariseos. Así pues, el contenido de las disputas sobre temas religiosos no tuvo ninguna influencia real en el desenlace de la vida pública de Jesús”.

En el análisis respecto al juicio ante los sacerdotes principales, y a la posibles acusación contra Él escribe: 

“La causa que según Mateo y Marcos condujo a la acusación de blasfemia, la afirmación de Jesús como Cristo (Mesías) o Hijo de Dios, no es convincente. La combinación de los dos títulos parece mucho más cristiana que judía; por una razón muy concreta: no hay pruebas de que fuera del movimiento cristiano se combinasen los títulos de «mesías» e «hijo de Dios». Además, como admiten casi todos los autores, ninguna de estas proposiciones pueden catalogarse como blasfema. [...] Los pretendientes posteriores a mesías no fueron acusados de blasfemia, y el título «hijo de Dios» puede significar cualquier cosa. En efecto, todos los israelitas se consideraban «hijos de Dios» (cf., por ejemplo, Rom 9,4), y sólo puede considerarse blasfemia la posterior afirmación cristiana de que Jesús era un ser divino.”

“Me parece completamente concebible que hablar y actuar contra el Templo pudiera haber sido considerado blasfemo, pero según los evangelios esta acusación no llevó a la sentencia por blasfemia. Así pues, tenemos una acusación que podría constituir una blasfemia, pero de la que se nos dice que no condujo a nada, y una combinación de títulos que al tiempo que improbables no son blasfemos pero que acabaron en una sentencia por «blasfemia». La escena del juicio es, pues, improbable desde todos los ángulos”.

Ante la versión de los sinópticos de que Jesús fue juzgado ante el Sanedrín dice:

“Es difícil creer que un tribunal se reuniese realmente la primera noche de la pascua, tal como Mateo y Marcos lo afirman. Notemos que Lucas dice que Jesús fue conducido al Sanedrín al romper el día (Le 22,66). Juan no presenta ningún juicio ante el Sanedrín. Es incluso más difícil creer que Mateo y Marcos estén en lo cierto al presentar dos juicios: uno durante la noche y otro a la mañana siguiente. Se ha pensado desde hace ya tiempo que el juicio nocturno (Mt 26,57-75//Mc 14,53-72) parece una expansión de la breve nota de una reunión en Mt 27,1//Mc 15,1 que se convierte en un proceso.”

“No tenemos un conocimiento detallado de lo que ocurrió cuando el sumo sacerdote y posiblemente también otros personajes interrogaron a Jesús. No podemos saber si realmente se reunió «el Sanedrín». Además, dudo de que los primeros discípulos de Jesús lo supieran. [...] No pongo en duda que Jesús fuese arrestado e interrogado por orden del sumo sacerdote. Pero no podemos saber más. Los especialistas seguirán diseccionando los relatos del «juicio», pero mucho me temo que nuestro conocimiento no avanzará más por ello. Los relatos nos dan la impresión general de una noche confusa, y es probable que fuera así [...] Es improbable que alguien, incluso cercano a la escena, conociera precisamente quién hizo qué. Parece imposible que aquellos de quienes dependían los evangelistas conocieran los motivos internos de los actores.” 

Según los evangelios, luego de hallarlo culpable de blasfemia fue entregado en manos de los romanos. A la mañana siguiente, pues los juicios romanos se hacían antes del mediodía, Jesús fue llevado ante Poncio Pilato, el prefecto-procurador romano. El Evangelio de Lucas añade que Pilato envió a Jesús ante Herodes Antipas, tetrarca de Galilea, que se encontraba de visita en Jerusalén, algo históricamente correcto pues en la ley romana la jurisdicción correspondía al lugar de origen del acusado. Herodes lo envió de nuevo a Pilato al no hallarlo culpable de nada (Lc 23:1-25). 
La corona puesta sobre Jesús y el letrero del cargo indican indiscutiblemente que fue condenado a morir en la cruz por los romanos, bajo el cargo de sedición, al considerarse que se había proclamado rey, lo que significa la aplicación de la Lex Iulia Lesae Maiestatis.

## En ficción
- En la popular serie de Manga y Anime Saint Seiya los Santos de Bronce al servicio de Saori Kido, la Reencarnación de la Diosa griega Athena eliminan a varias deidades que pretenden matar a Athena y destruir la Tierra, entre los Dioses asesinados figuran: Apolo, Abel, Poseidon, Eris, Hades y Lucifer entre otros
- En la serie Stargate SG-1 aparece una raza alienígena llamada Goa'uld que a menudo se hacen pasar por dioses por lo que la tripulación suele tener problemas para convencer a la gente de que están muertos.
- En la saga de Star Trek, los alienígenas conocidos como Klingons no veneran dioses puesto que "ellos los mataron" hace siglos.
- La película La princesa Mononoke contiene dos deicidios.
- Al final del juego Star Ocean: Till the End of Time los protagonistas deben enfrentarse al creador de su universo.
- Al final del juego Prey el protagonista debe enfrentarse con "La Madre"
- En el popular manga Bleach, los capítulos entre el 399 y el 421 corresponden a un mini arco argumental llamado Deicide, que debe su nombre al enfrentamiento entre Kisuke Urahara y Sousuke Aizen, este último con aspiraciones divinas debido a su poder y habilidades.
- En el videojuego God of War (franquicia) el protagonista Kratos es un guerrero semidios espartano el cual a modo de venganza ejecuta a cada uno de los dioses del Olimpo.
- En el popular anime y manga Shuumatsu no Valkyrie en el torneo entre los humanos vs los Dioses: el Ragnarök, tres dioses son asesinados, el primero fue el dios griego del mar Poseidón quien murió en la tercera ronda a manos del espadachín Kojiro Sasaki, en la cuarta ronda el valeroso héroe Hércules fue asesinado por el infame Jack el Destripador, en el final de la séptima ronda el rey del inframundo Hades pereció a manos del primer emperador Qin Shi Huang, quién asesino en su vida humana al dios de la guerra Chi You y en la décima ronda el dios japonés de la espada y las tormentas Susanoo fue asesinado por la espada del capitán de la primera división del Shinsengumi Okita Sōji